# Západní Bug
Západní Bug (polsky Bug, bělorusky Заходні Буг – Zachodni Buh, ukrajinsky Західний Буг – Zachidnyj Buh) je řeka na severozápadě Ukrajiny (Lvovská a Volyňská oblast) a v jihovýchodním Polsku, přičemž částečně tvoří jejich vzájemnou hranici a také hranici Polska s Běloruskem (Brestská oblast). Protéká územím Lublinského, Podleského a Mazovského vojvodství. Je to levý přítok řeky Narew. Je 772 km dlouhá (z toho 587 km v Polsku a 363 km tvoří státní hranice). Povodí má rozlohu 39 420 km² (z toho 19 284 km² v Polsku).

## Průběh toku
Pramení na Podolské vysočině ve Lvovské oblasti na Ukrajině. Protéká východním okrajem Lublinské vysočiny a Podlesím.

### Přítoky
- zleva – Pełtew, Sołokija, Huczwa, Uherka, Włodawka, Krzna, Liwiec
- zprava – Ług, Muchawiec, Leśna, Nurzec, Brok

## Osídlení
Na řece leží města Kamjanka-Buzka, Červonohrad, Sokal, Włodawa, Brest, Drahičyn a Wyszków.

## Vodní režim

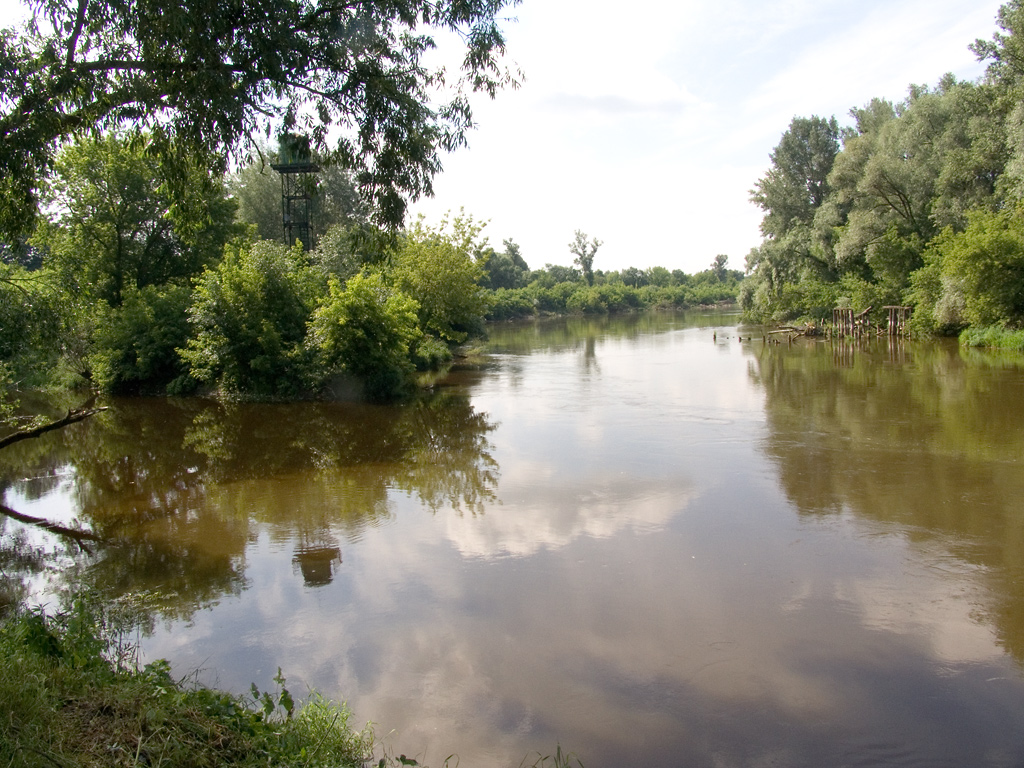
Řeka Bug v Muhavci

Na jaře dochází k velkému vzestupu hladiny díky tajícímu sněhu. Na podzim může docházet k náhlým povodním, které jsou způsobeny dešti. V zimě může docházet k povodním v důsledku oblevy. Nejvyšší úrovně dosahuje hladina v březnu a v dubnu a nejméně většinou v září. Zamrzá na konci prosince a rozmrzá ve druhé polovině března. Průměrný dlouhodobý průtok na dolním toku činí 158 m³/s.

## Využití
Vodní doprava je možná do vzdálenosti 315 km od ústí. Přes přítok Muchawiec je pomocí Dněpersko-bugského kanálu spojena s řekou Pina, která je přítokem Pripjati v povodí Dněpru.